# Przydwórz
Przydwórz – wieś w Polsce położona w województwie kujawsko-pomorskim, w powiecie wąbrzeskim, w gminie Ryńsk. Siedziba sołectwa. Według podziału administracyjnego Polski obowiązującego w latach 1975–1998, miejscowość należała do województwa toruńskiego. Według Narodowego Spisu Powszechnego (III 2011 r.) liczyła 207 mieszkańców. Jest osiemnastą co do wielkości miejscowością gminy Ryńsk.
We wsi, nad jeziorem Wieczno znajduje się ośrodek wypoczynkowy.